# ماریا الکساندروونا

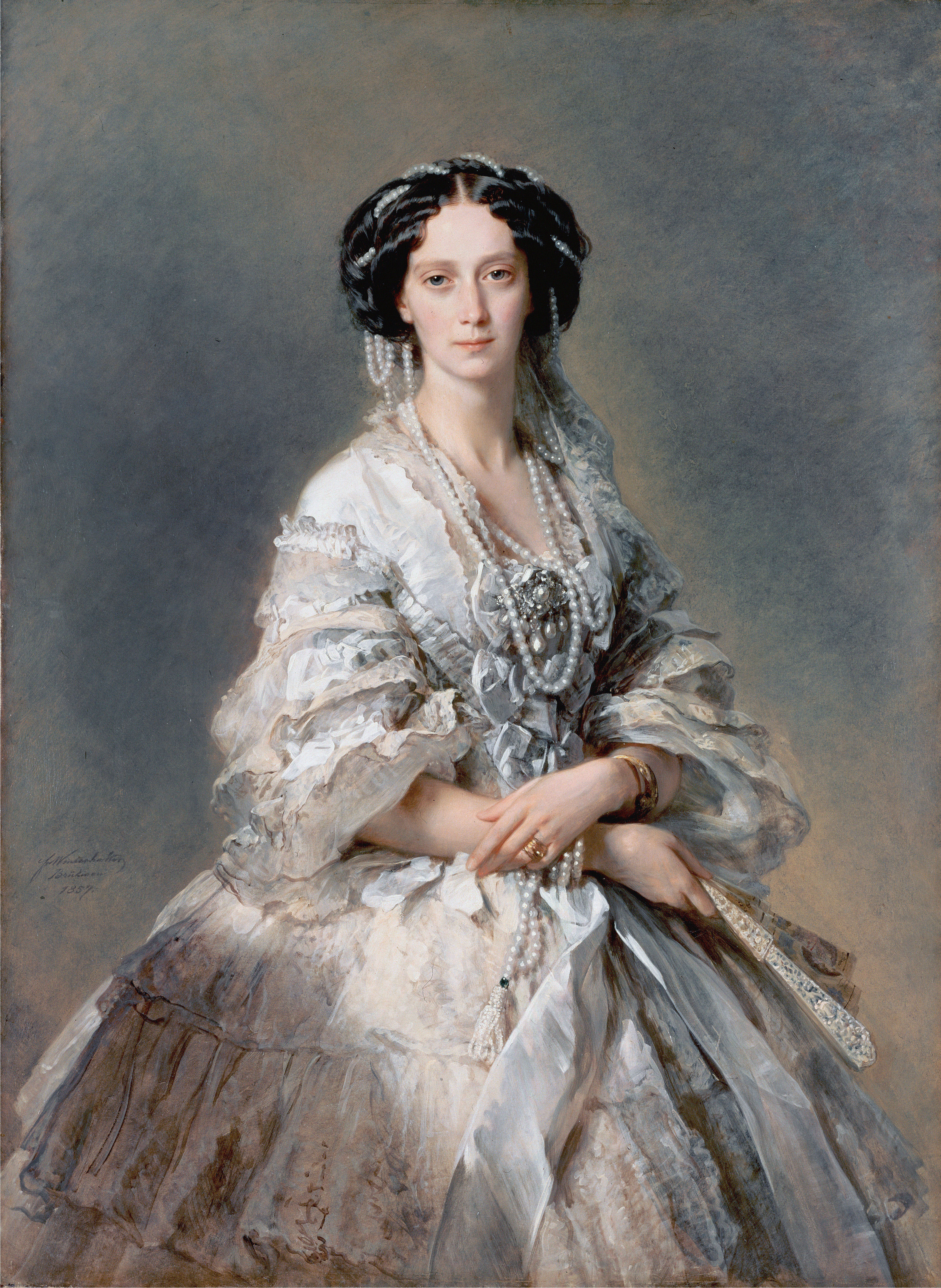
پُرتره‌ای از امپراتریس ماریا الکساندروونا به‌سال ۱۸۵۷ میلادی، اثر فرانتس ژاور وینترهالتر.

ماریا الکساندروونا (به روسی: Мария Александровна) با نام اصلی شاهزاده ویلهلمینه ماری فن هسن-دارمشتات، شاهزاده آلمانی و ملکه همسر الکساندر دوم، تزار روسیه، پادشاه لهستان و پادشاه دوک‌نشین بزرگ فنلاند بود. او در ۸ اوت ۱۸۲۴ میلادی، در شهر دارمشتات،پایتخت دوک‌نشین بزرگ هسن (ایالتی در کنفدراسیون آلمان)به دنیا آمد. او کوچکترین دختر لوئیس دوم(لودویگ دوم) ، دوک بزرگ هسه و شاهدخت ویلهلمینای بادن بود و خانواده او از خاندان های برجسته آلمانی بودند.ماریا الکساندروونا، مادر الکساندر سوم، امپراتور روسیه است.
ماریا الکساندروونا در سال ۱۸۴۱ میلادی، با الکساندر نیکلایویچ، که بعداً به عنوان الکساندر دوم شناخته شد، ازدواج کرد. پس از ازدواج، او به کلیسای ارتدکس روسی گروید و نام ماریا الکساندروونا را پذیرفت. 
در دوران زندگی‌اش، او به فعالیت‌های خیریه و فرهنگی بسیاری مشغول بود و نقش مهمی در پیشبرد آموزش و رفاه اجتماعی در روسیه ایفا کرد. امپراتریس ماریا الکساندروونا در ۳ ژوئن ۱۸۸۰ در کاخ زمستانی سنت پترزبورگ درگذشت و در در کلیسای جامع پتر و پاول (en) خاک‌سپاری شد.
- شایعات مطرح:

شاهدخت ویلهلمین از بادن، مادر ماریا فن هسن به ظرافت و هوش خود مشهور بود اما در کنار تمام اینها روابط تیره ای با شوهرش لودویگ دوم داشت این تنش همراه با ارتباط نزدیک او با بارون آگوست وون سنارکلنز گرانسی منجر به گمانه زنی هایی درباره واقعیت ماهیت پدر ماریا و خواهر و برادرانش شد صرف نظر از این ماریا به عنوان دختر قانونی لودویگ بطور عمومی شناخته شد.
- تحصیلات:

تربیت اولیه ماریا منکعس کننده محیط متوسط و در عین حال فرهنگی دربار های آلمانی آن زمان بود.او تحصیلات دقیقی با تأکید بر زبان، موسیقی، ادبیات و آداب درباری دریافت کرد. این تجربیات اولیه او را به یک زن جوان باهوش و برازنده تبدیل کرد که قادر به انطباق با پیچیدگی های زندگی امپراتوری آینده وی نیز بود.
- آشنایی و ازدواج:

ازدواج با تزار و انتقال به دربار روسیه تحت تاثیر یکی از سفر های تزار الکساندر دوم به اروپا در سال 1839 بود که ماریا و تزار اولین بار یکدیگر را ملاقات کردند، زمانی که ماریا با وارث تاج و تخت روسیه آشنا شد. تزار جوان اسیر جذابیت و هوش او شد. با وجود اختلافات فرهنگی و مخالفت در اشراف روسیه، این زوج نامزد کردند. آنها در 16 آوریل 1841 در حضور پدر باژنوف ازدواج کردند و ماری با نام ماریا الکساندرونا به مذهب ارتدکس روسی گروید.
- نقش به عنوان امپراتریس و همسر:

ماریا در سال 1855، پس از به سلطنت رسیدن الکساندر دوم در طول دوره آشفته جنگ کریمه، همسر امپراطور روسیه شد. دوران تصدی او به عنوان ملکه مصادف شد با یک دوره دگرگونی در تاریخ روسیه، که با اصلاحات قابل توجه و تلاش‌های نوسازی که توسط الکساندر دوم رهبری می‌شد، مشخص شد.
حمایت از اصلاحات:ماریا از برنامه اصلاح طلبانه تزار، به ویژه تصمیم مهم او برای رهایی رعیت در سال 1861 حمایت کرد. در حالی که دخالت او در امور سیاسی محدود بود، او از اهداف اجتماعی مانند آموزش، مراقبت های بهداشتی و کاهش فقر دفاع می کرد. او بیمارستان‌ها، مدارس و مؤسسات خیریه‌ای تأسیس کرد و به خاطر تلاش‌های بشردوستانه‌اش مورد تحسین گسترده قرار گرفت.
حمایت فرهنگی:ماریا الکساندرونا حامی مهم هنر و فرهنگ بود. او نقشی کلیدی در پرورش اپرا و باله روسی ایفا کرد و از نهادهایی مانند تئاتر ماریینسکی که به افتخار او نامگذاری شد، حمایت کرد. او همچنین تلاش های ادبی و هنری را تشویق کرد و محیطی را ایجاد کرد که در آن فرهنگ روسی می توانست شکوفا شود.
- زندگی شخصی:

زندگی ماریا با مشکلات بهداشتی مداوم از جمله سل مخدوش شد(او در سال 1863 م به سل مبتلا شده بود)
. این بیماری ها او را مجبور کرد که دوره های طولانی را در آب و هوای معتدل تر، به ویژه در جنوب فرانسه(بویژه نیس) و ایتالیا بگذراند(به توصیه پزشکانش). سلامت شکننده‌اش بر رفتار او که اغلب ملایم و در عین حال مالیخولیایی توصیف می‌شود، تأثیر گذاشت.
ماریا به مدت 13 سال با سل مبارزه کرد.
- مشکلات ازدواج:

در حالی که ماریا و تزار احترام متقابل داشتند، ازدواج آنها به مرور زمان تیره شد. روابط خارج از ازدواج تزار، به ویژه رابطه طولانی مدت او با شاهدخت کاترینا دولگوروکووا(که یکی از معروف ترین معشوقه های تزار الکساندر دوم است)، باعث تنش در خانواده امپراتوری شد. گزارش شده است که ماریا در طول این چالش‌ها، وقار خود را حفظ کرد و بر فرزندان و کارهای خیریه‌اش تمرکز می کرد. البته قابل به ذکر است که کمتر از یک ماه پس از مرگ ماریا، تزار با کاترینا دولگوروکووا، معشوقه‌اش ازدواج کرد، که این موضوع باعث ایجاد جنجال‌هایی شد. همچنین گفتنی است که تزار الکساندر دوم به مدت 21 سال پیش از مرگ ماریا زمانی که ماریا 40 ساله شده بود با کاترین در ارتباط بود و او را دوست می داشت.باید توجه داشت که کاترین به سبب فرمان شخص الکساندر دوم به بانوی انتظار ماریا نیز منصوب شد(در سال 1864 م) در آن زمان کاترین 16 ساله بود و 14 سال تا زمان مرگ ماریا باقی مانده بود. بعد ها الکساندر کاترین و فرزندانشان را در زمستان ۱۸۸۰ به طبقه سوم کاخ زمستانی منتقل کرد. درباریان داستان‌هایی پخش کردند که می‌گفتند همسر در حال مرگ امپراتور مجبور بوده صدای بچه‌های کاترین را که بالای سرش در حال حرکت بودند بشنود، اما اتاق‌های امپراتریس ماریا و کاترین از هم بسیار دور بودند. اگرچه امپراتور در گذشته بارها خیانت کرده بود، رابطه او با کاترین پس از آن آغاز شد که امپراتریس، که هشت فرزند داشت، به دستور پزشکان از ادامه رابطه جنسی با شوهرش دست کشید. پس از اینکه امپراتریس از او خواست تا فرزندانش را از کاترین معرفی کند، امپراتور دو فرزند بزرگ‌ترشان، جرج و اولگا، را به تخت امپراتریس آورد و او هر دو را بوسید و برکت داد. هم امپراتور و هم همسرش در این دیدار اشک می‌ریختند.
- مرگ:

پس از مرگ ماریا در سال 1880 م زمانی که دوران عزاداری شاه به پایان رسید زمزمه ها درباره ازدواج و رسمی کردن ارتباط او با کاترین آغاز شد.ازدواج الکساندر و کاترین با مخالفت شدیدی از سوی مردم روسیه مواجه شد. پدر باژنوف، که شاهد ازدواج الکساندر با امپراتریس ماری بود، از حضور در مراسم ازدواج او با کاترین خودداری کرد. دوست دوران کودکی‌اش، آدلربرگ، تلاش کرد او را با اشاره به تأثیر ناخوشایندی که این ازدواج می‌تواند داشته باشد متقاعد کند که حداقل یک سال پس از مرگ امپراتریس صبر کند. داریا تیوتچوا، که زمانی بانوی انتظار امپراتریس ماری بود، از موقعیتش در دربار سلطنتی استعفا داد. او به کنتس الکساندرا تولستایا اعتراف کرد که استعفا داده زیرا «نمی‌توانم قول بدهم که در یک فرصت عمومی صحنه‌ای به پا نکنم و حتی به صورت شاهزاده یوریفسکایا(شاهدخت کاترین دولگوروکووا) تف نیندازم.» 
کنستانتین پوبدونوستسف، یکی از درباریان، نوشت: «دیدن او به‌جای امپراتریس عزیز، خردمند و باوقار، چقدر مرا آزرده می‌کند!»
- آثار:

ماریا الکساندروونا به دلیل حمایت از هنر، فرهنگ و اقدامات بشردوستانه در روسیه مورد احترام بود. نام او در بسیاری از مکان‌ها ماندگار شده است، از جمله:
- ماریینسکی تئاتر در سنت پترزبورگ.
- شهر ماریینپول، که به افتخار او نامگذاری شد.

او زنی بود که تلاش کرد میان زندگی خانوادگی و تعهدات سلطنتی توازن برقرار کند و تا حد امکان از مردم روسیه حمایت کند.